# Měnín
Měnín (německy Mönitz) je obec v okrese Brno-venkov v Jihomoravském kraji. Rozkládá se v Dyjsko-svrateckém úvalu, zhruba čtrnáct kilometrů jihovýchodně od Brna. Žije zde přibližně 1 900 obyvatel.
Jedná se o vinařskou obec ve Velkopavlovické vinařské podoblasti (viniční tratě Vinohrádky, Kouty).

## Geografie
Měnín se nachází na silnici II/416 nedaleko jejího křížení s dálnicí D2 (exit 11 „Blučina“). Obec leží na soutoku Říčky (Zlatého potoka) a řeky Litavy (Cézavy). Zlatý potok protéká západním okrajem Měnína, jižně od obce ústí do Litavy, vedené umělým korytem východně od Měnína. Severovýchodně od obce se zvedá vrch Vinohrádky (217 m n. m.).
K Měnínu náležejí zemědělské dvory Albrechtov a Jalovisko, které leží jižně od obce.

## Historie
První písemná zmínka o obci pochází z roku 1240 (in Menis). Od poloviny 14. století byl Měnín městečkem. V Brně je po něm, resp. po někdejší čtvrti okolo Měnínské ulice, pojmenována jediná dochovaná městská brána, Měnínská brána.
V září 1938 bylo u dvora Jalovisko aktivováno polní letiště. Od 14. do 20. září se zde nacházela první a druhá peruť leteckého pluku 5 s letkami 81, 82, 83 a 84 (těžké bombardéry MB-200). Od 29. září do 5. října se u dvora Jalovisko nacházela třetí peruť leteckého pluku 5 s letkami 75, 76 a 77 (lehké bombardéry Ab-101). Ve stejné době u Měnína aktivováno i další polní letiště. Od 14. do 15. září se zde nacházela letka 76 a 77 (lehké bombardéry Ab-101). Od 15. září do 7. října se u Měnína nacházela třetí peruť leteckého pluku 1 s letkami 31 a 32 (stíhací letouny B-534).

## Obyvatelstvo
| Rok            | 1869 | 1880  | 1890  | 1900  | 1910  | 1921  | 1930  | 1950  | 1961  | 1970  | 1980  | 1991  | 2001  | 2011  | 2021  |
| -------------- | ---- | ----- | ----- | ----- | ----- | ----- | ----- | ----- | ----- | ----- | ----- | ----- | ----- | ----- | ----- |
| Počet obyvatel | 954  | 1 111 | 1 147 | 1 264 | 1 352 | 1 351 | 1 430 | 1 378 | 1 470 | 1 503 | 1 500 | 1 578 | 1 664 | 1 696 | 1 848 |
| Počet domů     | 129  | 141   | 152   | 178   | 211   | 226   | 273   | 297   | 328   | 353   | 374   | 414   | 429   | 467   | 520   |

Vývoj počtu obyvatel

## Obecní správa

### Obecní symboly
Znak a vlajka byly obci uděleny rozhodnutím předsedy Poslanecké sněmovny Parlamentu České republiky dne 27. března 2000.

## Sport
V obci působí oddíl TJ Sokol Měnín, věnující se především házené, a fotbalový klub SK Měnín.

## Pamětihodnosti
- kostel svaté Markéty – farní kostel měnínské farnosti
- smírčí kámen ze 17. století před kostelem
- sousoší Nejsvětější Trojice
- památník pozemkové reformy 1918–1931

## Osobnosti
- Mojmír Povolný (1921–2012), exilový politolog a pedagog, poslední předseda Rady svobodného Československa

## Galerie

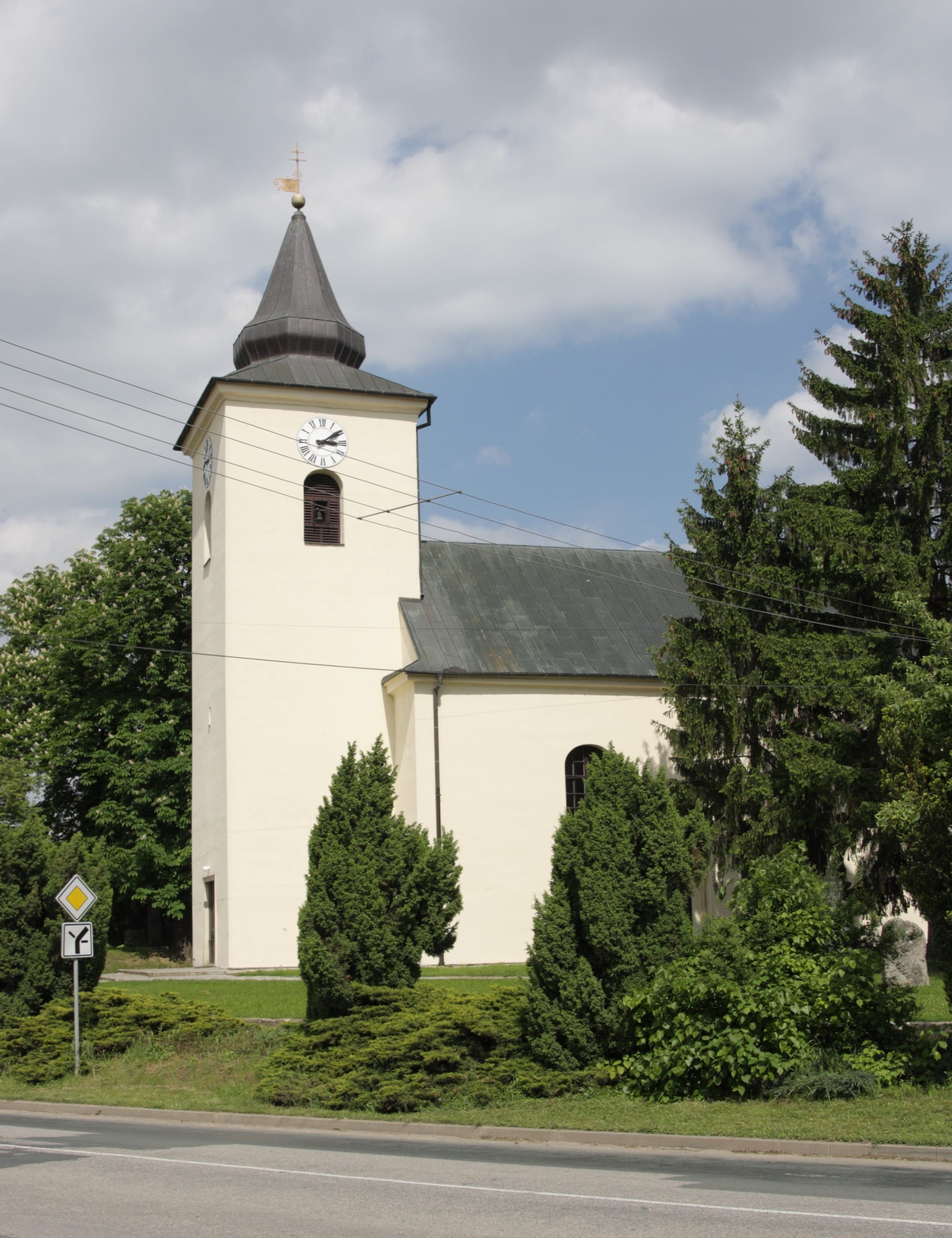
Kostel svaté Markéty
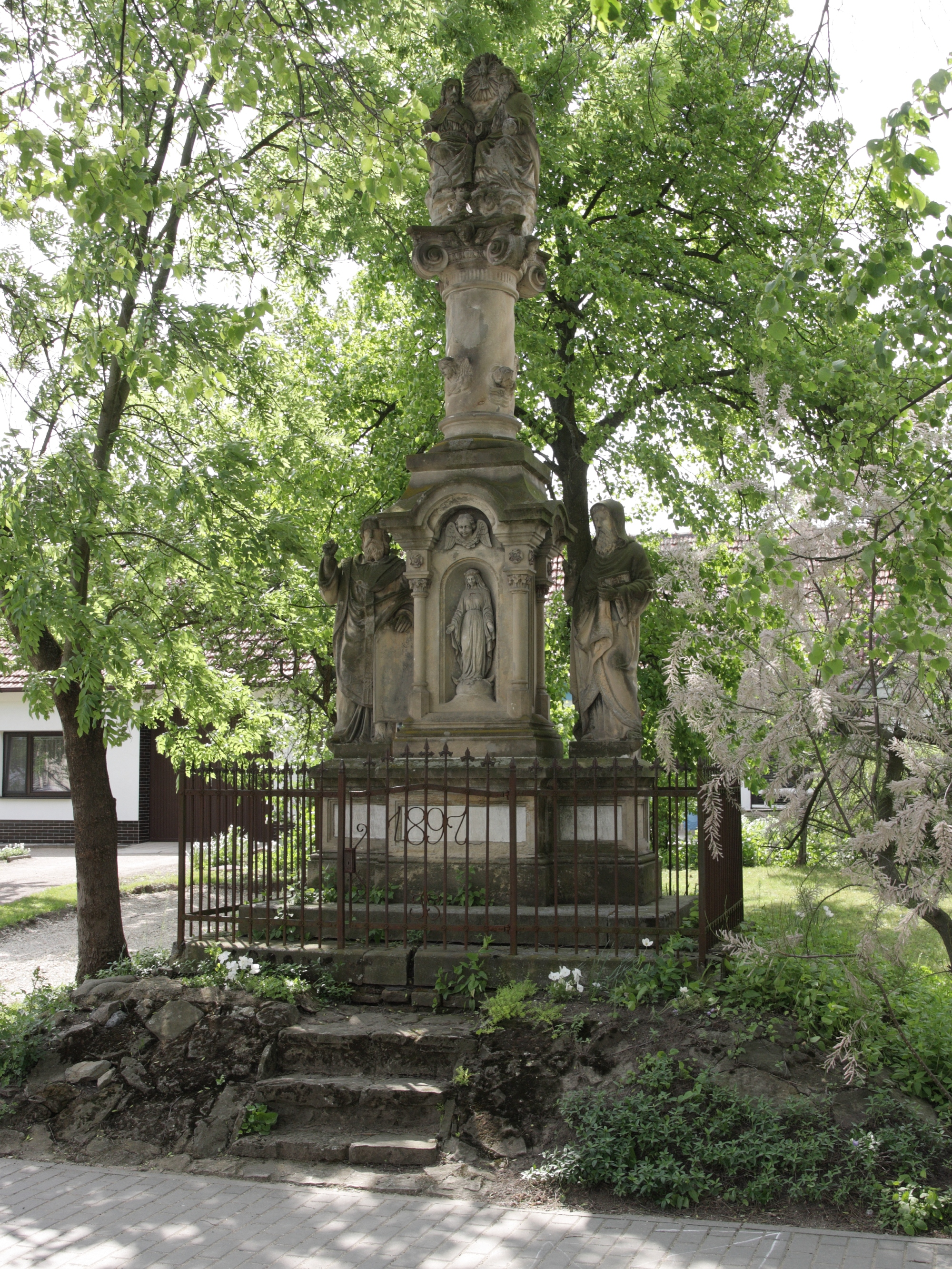
Sousoší Nejsvětější Trojice
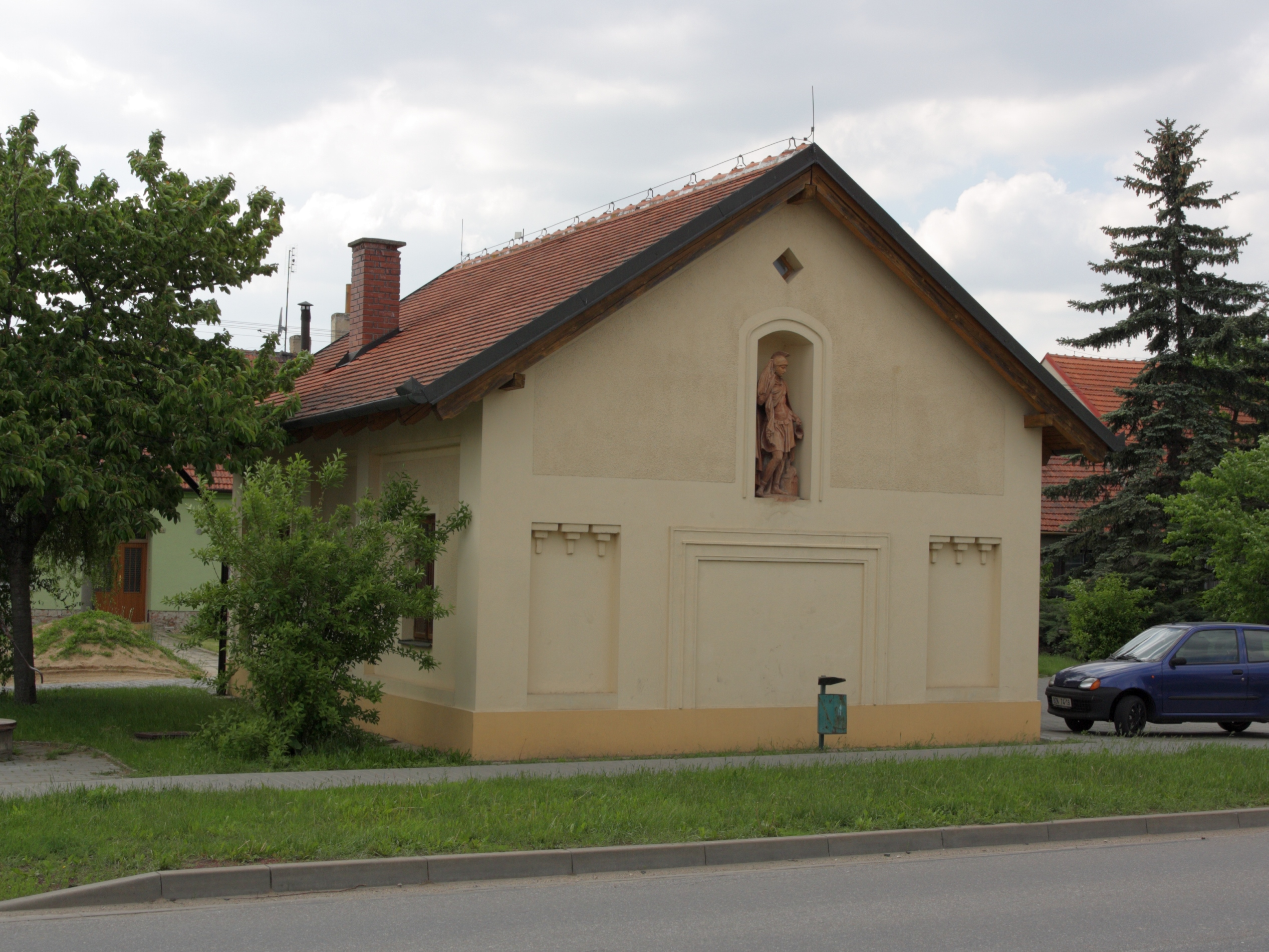
Bývalá hasičská zbrojnice
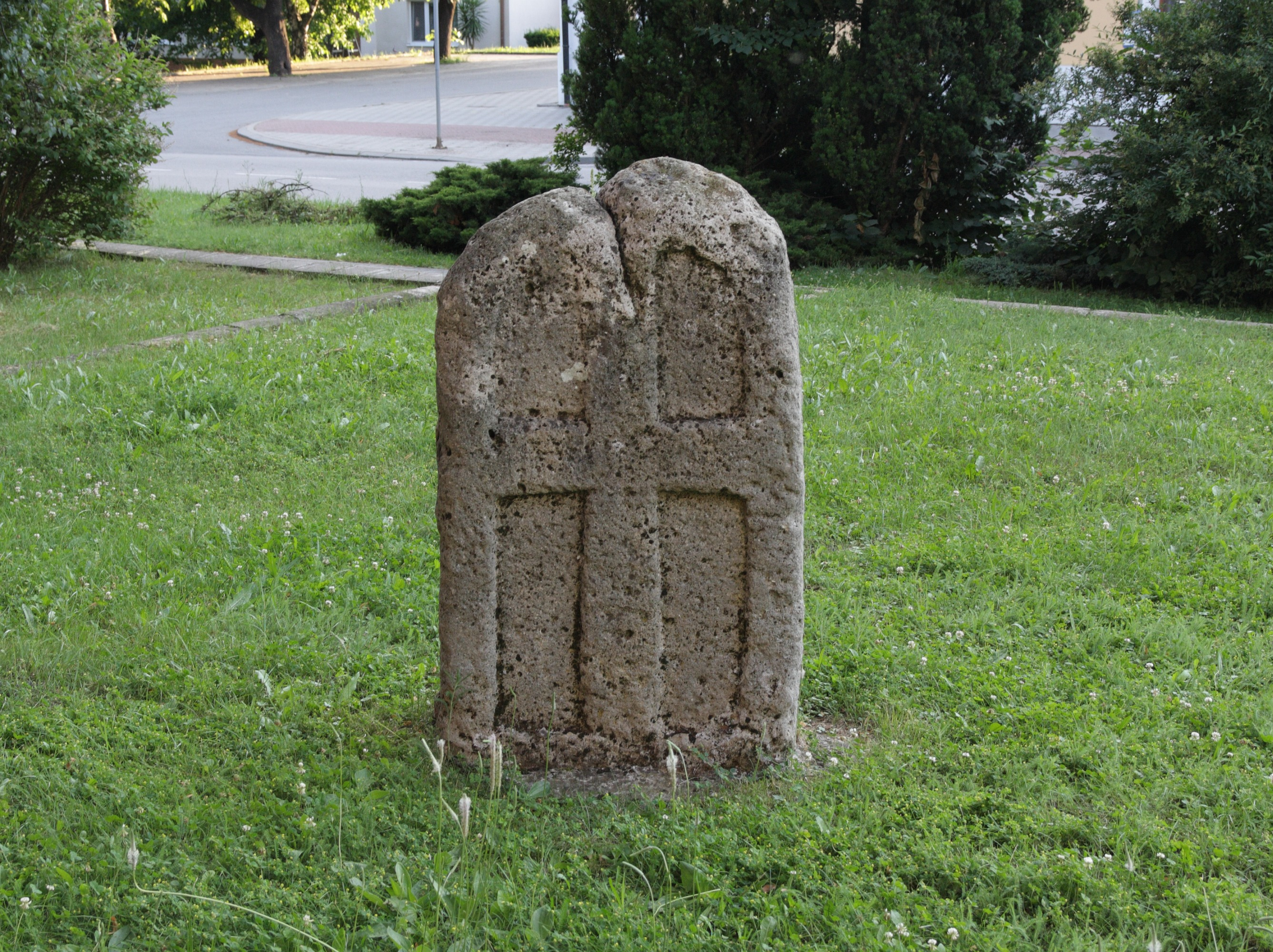
Smírčí kámen u kostela
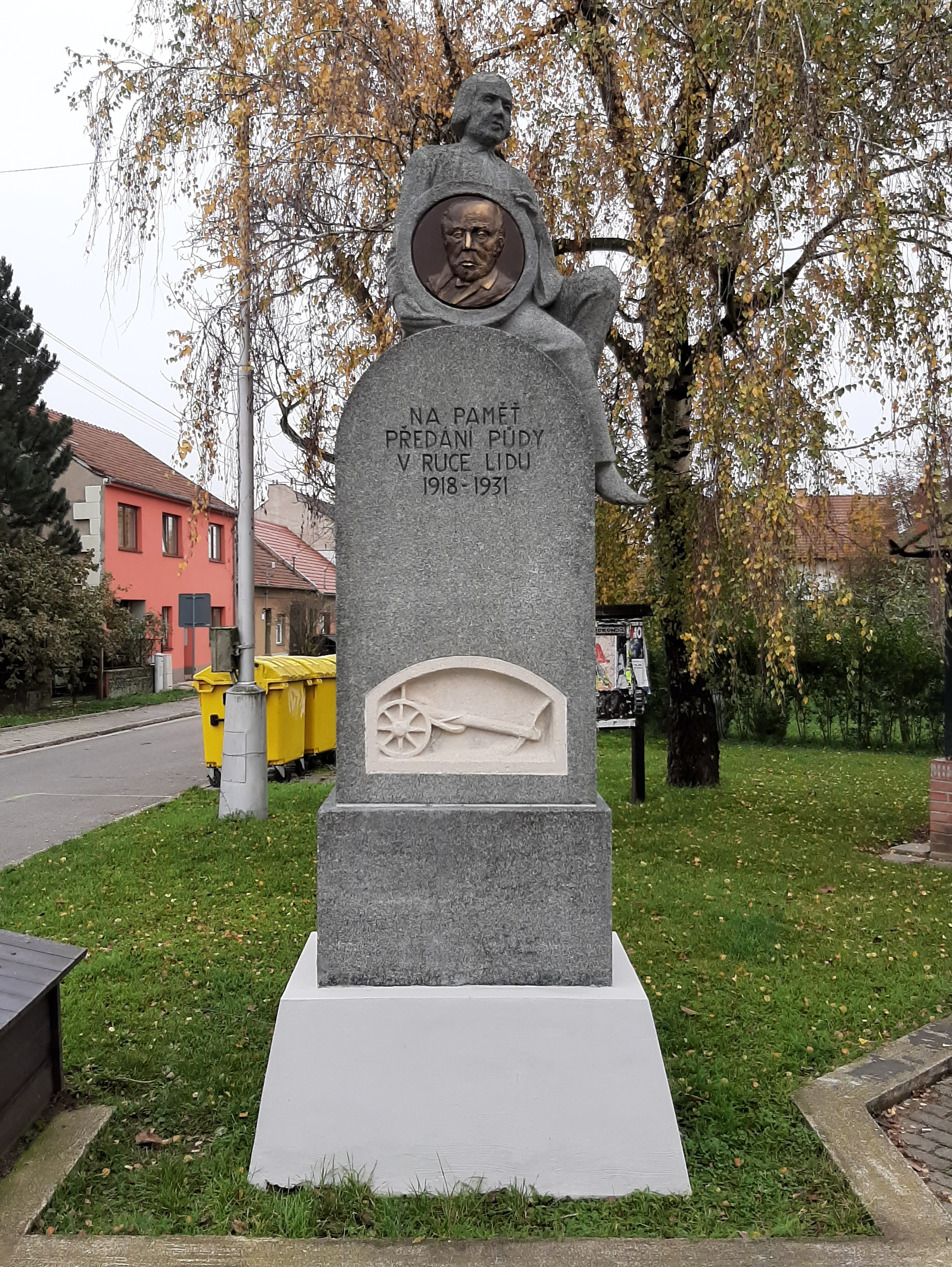
Památník pozemkové reformy